# ミラーボールズ
ミラーボールズ（mirrorballs）は、名古屋のインディーズアコギロックデュオ。
2人ともピックアップを取り付けたアコースティックギターを使用している。
北脇－コードストローク専門、森－単弦フレーズ中心。いわゆる「アコースティック・デュオ」というイメージとは別物である。

## メンバー
- 森恵子（もり けいこ）ボーカル、ギター、作詞、作曲、MC
- 森真二（もり しんじ）ギター、作詞、作曲

## 作品

### 自主制作
- ミラーボールズ - 2003.11.15（自主制作CD-R）
- ロンド - 2004.05.03（自主制作CD-R）
- ビリジアン - 2004.12.23（自主制作CD-R）

### インディーズレーベル
- NOISE McCARTNEY RECORDS COMPILATION Vol.2（涙のシベリアロックで参加） - 2005.02.04（NOISE McCARTNEY RECORDS）
- スピカ - 2006.12.05（Rock A Go Go企画）
- 創世記 - 2008.11.05（redrec/sputniklab Inc.）帯文はプロ書評家の吉田豪。
- ネオンの森 - 2010.12.08（redrec/sputniklab Inc.）

### その他
- 裏7586（unknown musicコンピCD-R）東京の子供達で参加
- 鶴舞ロックフェスティバル2006（武村モモジによる自主制作DVD-R）
- PV「ジミー」（タワーレコード初回オリジナル特典DVD-R）
- TRASH-UP!! vol.4 特典MIX-DVD